# Francisco Alves Barbosa

Armas dos barões e da viscondessa de Santa Justa.

Francisco Alves Barbosa, segundo barão de Santa Justa (Sacra Família do Tinguá, 26 de junho de 1839 – Rio de Janeiro, 18 de dezembro de 1882), foi um fazendeiro brasileiro.
Filho de Jacinto Alves Barbosa, primeiro barão de Santa Justa, e de Tomásia Maria de Jesus; foi irmão de José Alves da Silveira Barbosa, terceiro barão de Santa Justa.
Elevado a barão por decreto de 28 de junho de 1876, fazendo menção à propriedade da família em Rio das Flores.
Casou com Bernardina Alves Barbosa, que, depois de viúva, foi elevada a viscondessa de Santa Justa por decreto de 9 de fevereiro de 1889.